# Route départementale 12 (Haute-Savoie)
Pour les articles homonymes, voir Route départementale 12.
En Haute-Savoie, la route départementale 12 relie Thonon-les-bains à Bonneville par Viuz-en-Salaz puis Bonneville au val de Tamié en passant par Saint-Jean-de-Sixt, Thônes et Faverges.
Au nord, après Thonon-les-bains, elle passe par le col de cou pour rejoindre la vallée verte puis le col du Perret à Bogève pour rejoindre Viuz-en-Sallaz. La route continue par Faucigny pour rejoindre Bonneville puis dans sa traversée du massif des Bornes, elle emprunte la cluse du Borne. Au sud, une fois quitté Thônes, elle franchit le col du Marais, la trouée d'Annecy puis remonte le val de Tamié jusqu'à la limite départementale avec la Savoie, à la hauteur de l'abbaye Notre-Dame de Tamié, où elle prend le numéro 201C.